# 异次元杀阵系列
异次元杀阵系列包括以下三部加拿大科幻电影：
- 《异次元杀阵》（1997年）
- 《异次元杀阵2：超级立方体（英语：Cube 2: Hypercube）》（2002年）
- 《异次元杀阵：零（英语：Cube Zero）》（2004年）

以及一部日本科幻電影：
- 《超慄方殺陣（日语：CUBE (2021年の映画)）》（2021年）

## 三部曲
《异次元杀阵》（1997年）的剧情起始于一人醒来时，发现自己处于一个立方体房间，天花板、地面、各个墙面的中心都有一个门。每一个门都联结着另一个一样的房间，这些房间处于一个大的立方体中。这个人不能记起他是如何到达这里的。一些房间中有致命的机关，一些里面没有。一些人们很快的互相碰面并且组成团队，试图逃出这个巨大的迷宫。被困者们发现了这些房间是移动着的，并且门口的号码标示着房间移动的方式，这可以帮助他们离开。尽管这部电影布景简单，但是依然有不少人被它的低沉氛围、阴森风格和荒凉的影像感觉所吸引。
《异次元杀阵2：超级立方体》（2002年）与第一部有着很大的区别，剧情传承关系也不明显。在第一部中出现的阴暗朦胧的房间不再出现，取而代之的是宽敞明亮并且充满高科技设计的房间，传统的火焰喷射器等也被替换成为CG设计的穿透墙体的锋利强力未知物品替代。人们也发现了房间是运动的，但不再是机械的移动，而是现实中不可能的瞬间移动，他们意识到他们处于一个重力在不断转换、空间扭曲、时间分裂的超正方体。
《異次元殺陣：零》（2004年）為以上兩集的前傳。本集劇情很巧妙的將整個系列的缺口補起來，並且連回第一集的身上，讓「異次元殺陣」這一套電影形成一個很完美的圓。 
《超慄方殺陣》為日本版翻拍自第一集。